# Soneyan
Soneyan is een bestuurslaag in het regentschap Pati van de provincie Midden-Java, Indonesië. Soneyan telt 5106 inwoners (volkstelling 2010).